# Clathrozoidae
Clathrozoidae är en familj av nässeldjur. Clathrozoidae ingår i ordningen Leptothecata, klassen hydrozoer, fylumet nässeldjur och riket djur. Enligt Catalogue of Life omfattar familjen Clathrozoidae 2 arter. 
Kladogram enligt Catalogue of Life:
| Clathrozoidae | \| \| Clathrozoon \| \| \| \| \| \| Pseudoclathrozoon \| \| \| \| |
|               | \| \| Clathrozoon \| \| \| \| \| \| Pseudoclathrozoon \| \| \| \| |
|               | Clathrozoon                                                       |
|               |                                                                   |
|               | Pseudoclathrozoon                                                 |
|               |                                                                   |